# ديف بيرغمان
ديف بيرغمان (بالإنجليزية: Dave Bergman)‏ هو لاعب كرة قاعدة أمريكي، ولد في 6 يونيو 1953 في إيفانستون في الولايات المتحدة، وتوفي في 2 فبراير 2015 في غروس بوينت وودز في الولايات المتحدة بسبب سرطان الأوعية الصفراوية.

## وصلات خارجية
- ديف بيرغمان على موقع دوري كرة القاعدة الرئيسي (الإنجليزية)
- ديف بيرغمان على موقعبيزبول رفرنس.كوم (الدوري الرئيسي) (الإنجليزية)
- ديف بيرغمان على موقعبيزبول رفرنس.كوم (الدوري الثانوي) (الإنجليزية)
- ديف بيرغمان على موقع إي إس بي إن.كوم (أم.أل.بي) (الإنجليزية)